# Фенево (Вологодская область)
Фенево — деревня в Череповецком районе Вологодской области.
Входит в состав Яргомжского сельского поселения, с точки зрения административно-территориального деления — в Яргомжский сельсовет.
Расстояние по автодороге до районного центра Череповца — 16 км, до центра муниципального образования Ботово — 1 км. Ближайшие населённые пункты — Борисово, Ботово, Мостовая.
По переписи 2002 года население — 41 человек (16 мужчин, 25 женщин). Преобладающая национальность — русские (98 %).